# Zapada cordillera
Zapada cordillera är en bäcksländeart som först beskrevs av Baumann och Gaufin 1971.  Zapada cordillera ingår i släktet Zapada och familjen kryssbäcksländor. Inga underarter finns listade i Catalogue of Life.